# Пантея
Пантея (англ. Panthea) — американська драма режисера Аллана Дуона 1917 року.

## Сюжет
Пантея Ромофф, політичний біженець, з розірваної боротьбою Росії, рятується після краху і знаходить притулок в Британії. Після того як вона закохується в композитора і ламає його шлюб, пару засилають в Париж, де він складає оперу. Для того щоб допомогти її чоловікові отримати його роботу вона стає коханкою багатого аристократа, якого вона пізніше вбиває, коли її чоловік дізнається правду. Потім вона втікає назад до Росії, де її заарештовують і засуджують до сибірської в'язниці, де її чоловік возз'єднується з нею.

## У ролях
- Норма Толмадж — Пантея Ромофф
- Ерл Фокс — Джеральд Мордонт
- Л. Роджерс Літтон — барон Де Дюсітор
- Джордж Фосетт — префект поліції
- Мердок МакКуоррі — агент поліції
- Еріх фон Штрогейм — лейтенант
- Норберт Віцкі — Іван Ромофф
- Вільям Л. Абінгдон — сер Генрі Мордонт
- Вініфред Харріс — мати Джеральда
- Ейлін Персі — сестра Джеральда
- Стеффорд Віндсор — Персіваль
- Річард Россон — Пабло Кентено
- Френк Куррьє — доктор фон Райхштадт